# (26136) 1993 OK7
A (26136) 1993 OK7 a Naprendszer kisbolygóövében található aszteroida. Eric Walter Elst fedezte fel 1993. július 20-án.